# Ludwik Miklaszewski
Ludwik Miklaszewski (ur. 17 sierpnia 1869 w Kostrzynie, zm. 23 lipca 1931 w Poznaniu) – polski mistrz krawiecki, działacz społeczny i polityczny, poseł na Sejm II kadencji w II RP z ramienia Związku Ludowo-Narodowego.

## Życiorys
Syn krawca, od młodości udzielał się społecznie. W czasie służby w armii pruskiej, którą odbywał w Kilonii, działał (tajnie) w tamtejszej organizacji polonijnej. Po odejściu z wojska, kontynuował tę działalność, już jawnie. Przez kilka lat przebywał w Berlinie, doskonaląc umiejętności i działając w organizacjach polonijnych.
W 1900 przeniósł się do Poznania gdzie założył firmę „Pracownia Ubiorów Męskich i Skład Sukna”, która stała się jedną z największych firm krawieckich w Wielkopolsce.
Udzielał się w organizacjach rzemieślniczych. Przewodniczył Towarzystwu Młodych Przemysłowców (później został jego prezesem honorowym), był starszym cechu krawieckiego i przewodniczył Polakom w Izbie Rzemieślniczej. Działając w Izbie Rzemieślniczej (wybrany do niej został w 1906) postulował równouprawnienie kobiet.
W czasie powstania wielkopolskiego Naczelna Rada Ludowa mianowała go komisarzem Izby Rzemieślniczej, co doprowadziło do szybkiego jej przejęcia przez Polaków.
Po odzyskaniu przez Polskę niepodległości został pierwszym polskim burmistrzem Kostrzynia. Był też członkiem Rady Nadzorczej Banku Przemysłowców i członkiem prezydium Naczelnej Rady Rzemiosła Polskiego w Warszawie.
Należał do Związku Ludowo-Narodowego. W 1928 został wybrany do Sejmu z Listy Katolicko-Narodowej. Po 1930 popadł w konflikt z endecją i postulował utworzenie apolitycznej organizacji rzemieślniczej (która miała jednak popierać Piłsudskiego). Protestował przeciw sprawie brzeskiej. Zmarł po krótkiej chorobie i został pochowany w Kostrzynie.

## Rodzina
Ojcem Ludwika Miklaszewskiego był krawiec Tomasz Miklaszewski, a matką Marianna z Kwiatkowskich. Sam Ludwik Miklaszewski ożenił się ze Stefanią Rutkowską i miał pięciu synów oraz dwie córki. Brat Ludwika, Jan Miklaszewski (1885-1954), miał 9w latach 1905-1920) warsztat krawiecki w Berlinie. Tamże prowadził bibliotekę Związku Towarzystw Polskich w Berlinie. Po przeniesieniu się do Poznania był działaczem rzemieślniczym, założycielem Związku Cechów Krawieckich. W 1935 przeniósł się do Szklarki Śląskiej, gdzie mieszkał do śmierci.